# Convair XP6Y
Die Convair P6Y (Werksbezeichnung Model 24) war ein in den 1950er Jahren projektiertes Flugboot des Herstellers Convair. 

## Geschichte
Mitte der 1950er Jahre plante die US Navy die Entwicklung eines hochseefähigen Flugboots, das unter Einsatz eines Tauchsonars zur U-Boot-Jagd eingesetzt werden sollte. Die Anfang 1956 veröffentlichte Ausschreibung des Bureau of Aeronautics forderte für ein Open Ocean Seaplane die Lande- und Startfähigkeit auf offener See bis zu einer Wellenhöhe von 12 ft. (3,60 m), was auf der Seegangsskala der Stärke 5 entspricht.
Der von Convair eingereichte Vorschlag stand in Konkurrenz zu Entwürfen von Grumman (Grumman G-132) und Martin (Martin P7M). Die konstruktive Auslegung sah einen dreimotorigen Hochdecker mit 3700 PS leistenden Wright R-3350 vor. Die Tragflächen sollten auf Pylonen hoch über dem Rumpf angeordnet sein. Ungewöhnlich war auch das große Seitenleitwerk, das einschließlich der Rückenflosse bis zur Mitte des Flugzeugs reichte. Um die für Landungen in rauer See notwendige geringe Geschwindigkeit von etwa 35 bis 40 mph (56 bis 64 km/h) zu erreichen, war eine aufwendige Grenzschichtbeeinflussung vorgesehen. Die hierzu notwendige Druckluft sollte von zwei in der mittleren Triebwerksgondel eingebauten General Electric J85-Strahltriebwerken bereitgestellt werden. Im Start- und Landemodus sollten die Auslässe der J85 so gedreht werden, dass die Luft über die Klappen und Querruder strömen konnte, während im normalen Flugzustand die Strahltriebwerke zusätzlichen Schub für den Horizontalflug erzeugten.
Im Februar wurde Convair als Gewinner des Wettbewerbs bekanntgegeben und der Bau von zwei Prototypen XP6Y-1 beauftragt. Die vorgesehenen Seriennummern waren 147207/147207. Noch vor Baubeginn stellte die US Navy jedoch die Finanzierung ein. Ein Grund hierfür war sicher auch die 1958/59 getroffene Entscheidung, mit der Entwicklung der landgestützten Lockheed P3V zu beginnen. Interessanterweise wurden einige der für die P6Y vorgesehenen technischen Konzepte später bei der Shin Meiwa PS-1 eingesetzt. Mit der XP6Y vergleichbare Flugzeuge sind auch: Berijew Be-6, Consolidated PBY und Martin P5M.

## Technische Daten
| Kenngröße             | Daten (Leistungswerte sind berechnet) |
| --------------------- | --- |
| Besatzung             | ? |
| Länge                 | 37 m |
| Spannweite            | 38,86 m |
| Höhe                  | 12 m |
| Flügelfläche          | 230 m² |
| Leermasse             | 27.573 kg |
| max. Startmasse       | 42.801 kg |
| Höchstgeschwindigkeit | 648 km/h |
| Dienstgipfelhöhe      | 7.700 m |
| Reichweite            | 2.200 km |
| Triebwerke            | 3 × Wright R-3350 Sternmotoren mit jeweils 3.700 PS (2.800 kW) 2 × General Electric J85-GE-1 Turbojets, 2.100 lbf (9,3 kN) Schub jeweils auf der Rückseite der Mittelgondel |
| Bewaffnung            | Raketen, Bomben und Wasserbomben an Außenlaststationen |